# Dernau
Dernau is een plaats in de Duitse deelstaat Rijnland-Palts, en maakt deel uit van de Landkreis Ahrweiler.
Dernau telt 1.700 inwoners.
Het dorp werd zwaar getroffen tijdens de overstromingen in Europa in juli 2021. In de hoofdstraat stond het water 7 meter hoog; van de 650 huizen in Dernau werden er 570 beschadigd of verwoest.

## Bestuur
De plaats is een Ortsgemeinde en maakt deel uit van de Verbandsgemeinde Altenahr.

## Infrastructuur
De 29 kilometer lange spoorlijn Ahrtalbahn loopt van Remagen via Ahrweiler en Dernau naar Ahrbrück.